# Oscar Wergeland (målare)
Oscar Arnold Wergeland, född 12 oktober 1844 i Kristiania (nuvarande Oslo), död där 20 maj 1910, var en norsk målare.
Wergeland vistades flera år i München och tog starkt intryck av där rådande målningssätt. Han målade Loke och Sigyn, historiska motiv som Kristian II vid Dyvekes lik (1879) och Norrmännen landa på Island år 872, genretavlor som Söndagseftermiddag (Rudolfinum i Prag), Sjukt barn (Nasjonalgalleriet i Oslo).
I stortingssalen finns hans mest betydande verk, målningen Eidsvold 1814, en noggrant studerad framställning av riksförsamlingen på Eidsvoll 1814 (skänkt till stortinget 1887). Bland hans övriga arbeten märks frisen Murare i arbete (i Den Norske Frimurerordens hus i Oslo, 1892). År 1889 blev Wergeland överlärare vid Den kongelige Tegneskole i Kristiania.